# 七尾城山野球場
七尾城山野球場（ななおじょうやまやきゅうじょう）は、石川県七尾市に位置する野球場である。

## 概要
城山運動公園（城山体育館、城山陸上競技場、城山水泳プール）の一角にある。
ベースボール・チャレンジ・リーグの石川ミリオンスターズが2007年より公式戦の一部を開催していた。日本海オセアンリーグに所属が変わった2022年も試合（セントラル開催方式による他球団ホーム試合も1試合あり）、さらに日本海リーグに移った2023年も1試合を、それぞれ開催した。

## 施設概要
- 両翼：91.5m
- 中堅：120m
- 照明設備：6基
- 収容人員：2,430人（内野：930人 外野：1,400人）
- スコアボード：磁気反転式

## 交通アクセス
バス
- コミュニティバスまりん号：「城山運動公園」バス停下車すぐ